# 706 v.Chr.

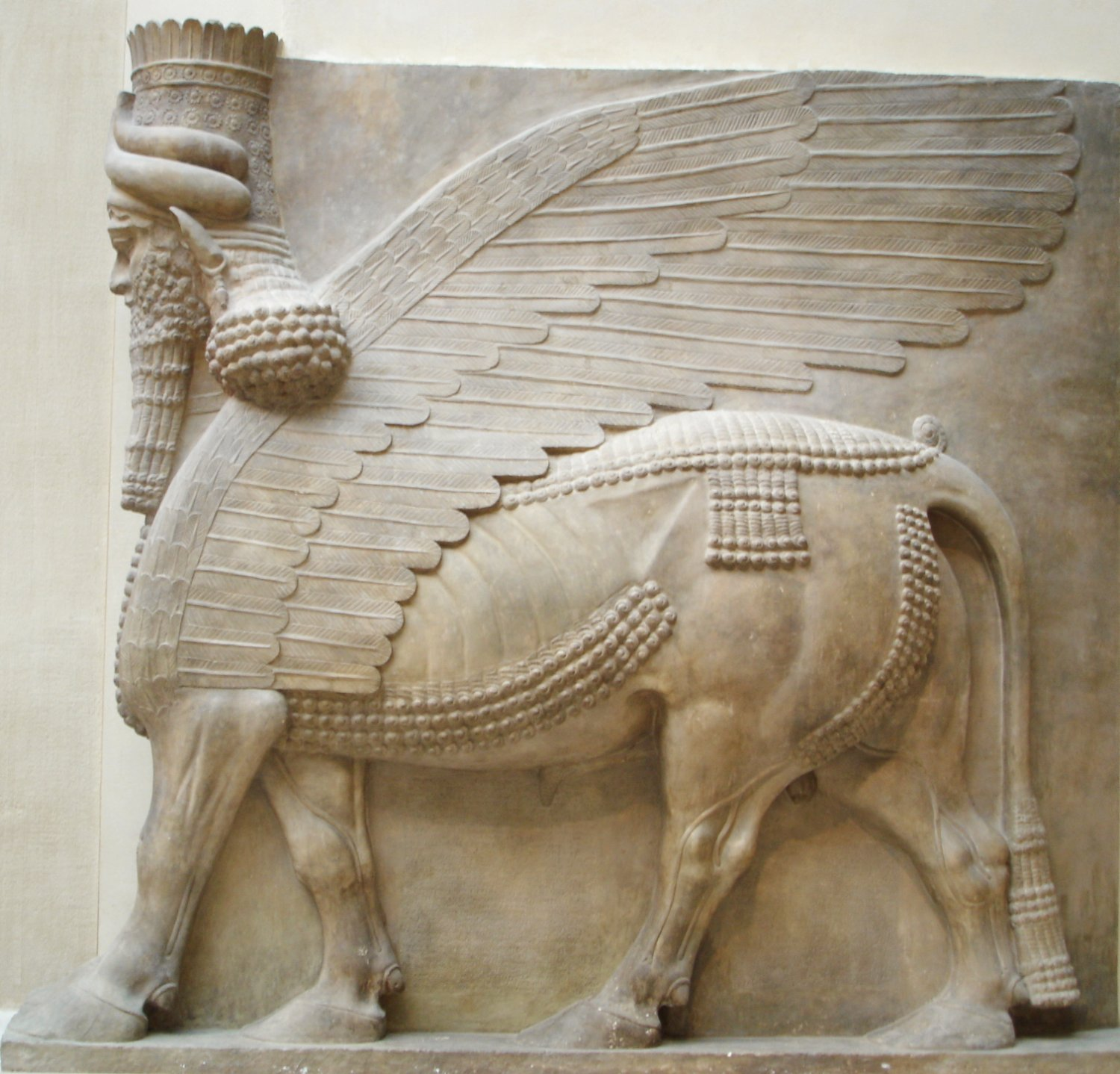
Stierman met koningshoofd (gevonden bij Dur-Sharrukin ofwel "Vesting van Sargon").

Het jaar 706 v.Chr. is een jaartal volgens de christelijke jaartelling.

## Gebeurtenissen

### Assyrische Rijk
- Koning Sargon II voltooit de hoofdstad Dur-Sharrukin; het enorme paleis is gebouwd op een platform van in de zon gebakken kleistenen en omvat meer dan 200 koninklijke vertrekken. Ten westen van het paleis liggen drie tempels en een beschilderde ziggoerat. De muren van de tempels zijn afgewerkt met reliëfs. Elke poort wordt bewaakt door grote stenen beelden, de poortgebouwen zijn versierd met kleurige mozaïeken. De stadsmuren, waarin zich zeven monumentale poorten bevinden, zijn zes meter dik en worden versterkt door tientallen vestingtorens.

### Klein-Azië
- De nomadische Cimmeriërs worden door de Scythen over de Kaukasus verdreven en vallen Frygië binnen (gelegen in de Anatolische hoogvlakte).

### Italië
- Griekse kolonisten uit Sparta stichten de handelsnederzetting Tarente (huidige Zuid-Italië).